# Pet Sematary (pel·lícula de 2019)
Pet Sematary és una pel·lícula estatunidenca de terror sobrenatural de 2019 dirigida per Kevin Kölsch i Dennis Widmyer. Protagonitzada per Jason Clarke, Amy Seimetz i John Lithgow, es tracta d'un remake de la novel·la homònima de Stephen King, ja portada al cinema prèviament en una pel·lícula de 1989.
La pel·lícula va tindre una preestrena al festival South by Southwest el 16 de març de 2019, i va ser estrenada als cinemes dels Estats Units el 5 d'abril de 2019. Va rebre crítiques de tot tipus dels crítics, que van elogiar el to fosc, l'atmosfera, i les actuacions, però el que no va agradar va ser el ritme lent i el dependre tant dels esglais. Els canvis respecte a l'obra original no van acabar d'agradar del tot al públic i als crítics, tot i que molts consideraven que era millor que l'adaptació del 1989.